# Iberotrechus
Iberotrechus is een geslacht van kevers uit de familie van de loopkevers (Carabidae). De wetenschappelijke naam van het geslacht is voor het eerst geldig gepubliceerd in 1920 door Jeannel.

## Soorten
Het geslacht Iberotrechus is monotypisch en omvat slechts de volgende soort:
- Iberotrechus bolivari Jeannel, 1913